# Question de Trieste

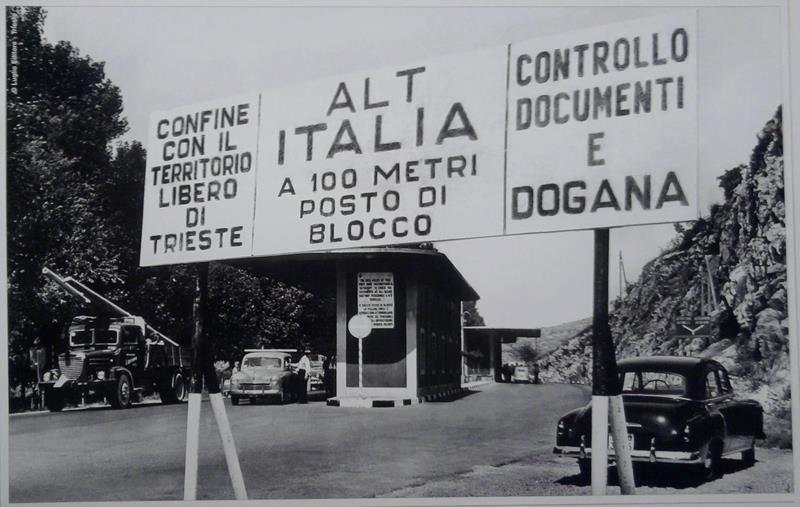
Frontière entre l'Italie et le Territoire Libre de Trieste sur la SS 14 entre Monfalcone et Duino-Aurisina.

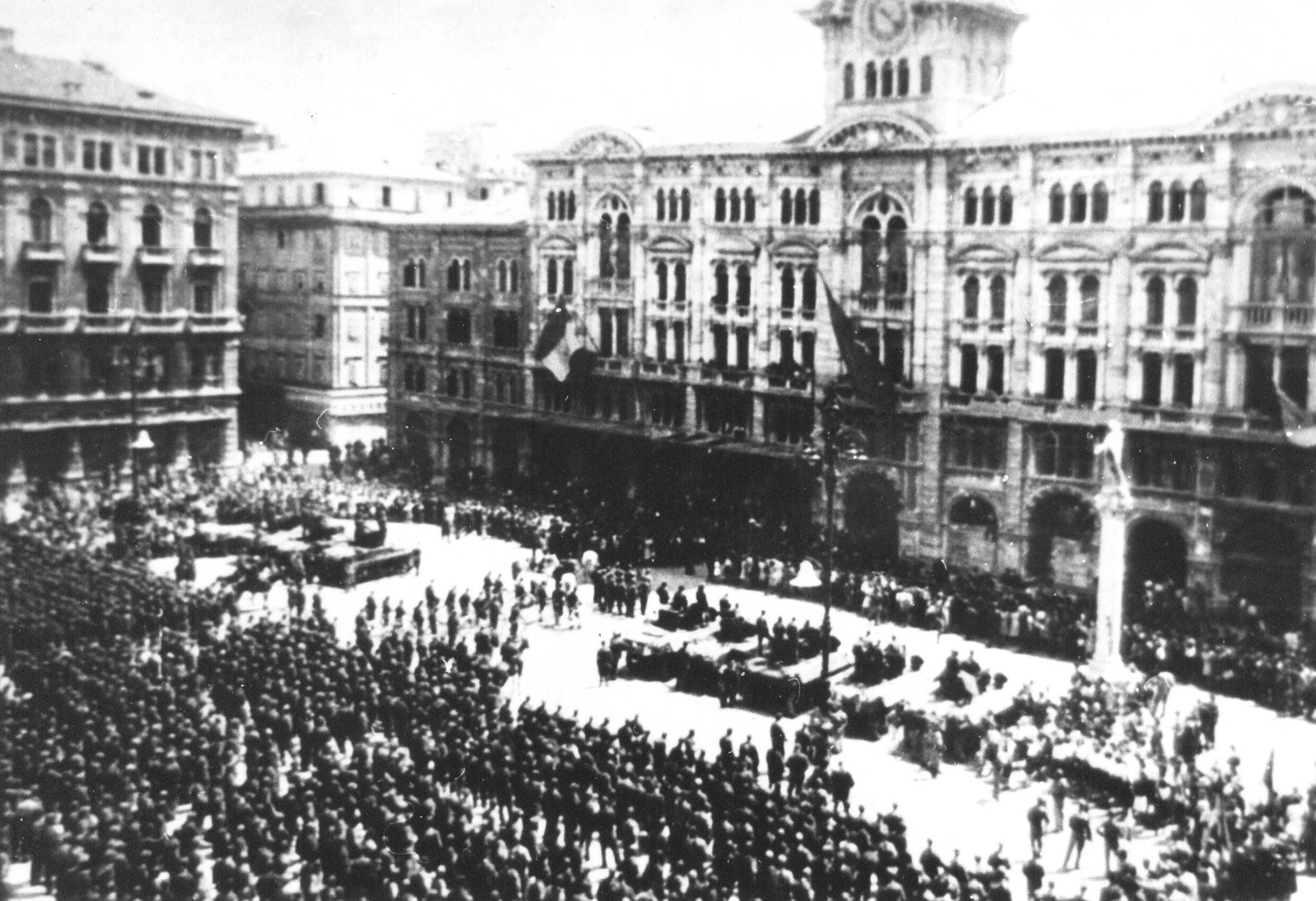
L'armée populaire yougoslave à Trieste, mai 1945.

La question de Trieste (ou question julienne) fait référence au différend sur les territoires de la Vénétie julienne entre l'Italie et la république fédérative socialiste de Yougoslavie dans la dernière partie de la Seconde Guerre mondiale et pendant la période d'après-guerre qui a suivi. Trieste avait été occupée par les troupes du royaume d'Italie le 3 novembre 1918, à la fin de la Première Guerre mondiale, puis officiellement annexée à l'Italie avec la ratification du traité de Rapallo (1920), mais à la fin de la Seconde guerre mondiale, avec la défaite de l'Italie, des occupations militaires allemandes puis yougoslaves ont lieu. La question de Trieste fait référence au différend entre l'Italie et la Yougoslavie sur la possession de la ville et des environs.

## Situation après l'armistice de Cassibile
À la suite de la signature de l'armistice de Cassibile, le gouvernement provisoire signe avec les alliés des accords qui repoussent la définition des frontières orientales de l'État à la fin de la guerre. En réponse à l'armistice, les Allemands, dès le 18 septembre occupent militairement et administrativement le nord-est de l'Italie, fondant la zone d'opérations de la côte Adriatique qui comprend les territoires des provinces de Trieste, Udine, Gorizia, Pola, Fiume et Ljubljana, créée ex novo après l’invasion et le partage de la Slovénie, et qui est contrôlée directement par les Allemands jusqu'en 1945. La région est le théâtre de vifs combats et de violences, d'une part entre les Italiens de la République sociale italienne (RSI) nouvellement formée et les troupes allemandes, qui ont établi un camp de concentration dans la Risiera di San Sabba où des milliers de personnes sont tuées, et d'autre part les partisans de l'Armée populaire de libération de Yougoslavie commandée par Tito, qui dès septembre 1943 entreprend les massacres des foibe, ainsi que les partisans des diverses factions de la résistance italienne.

## Du1ermai au 12 juin 1945

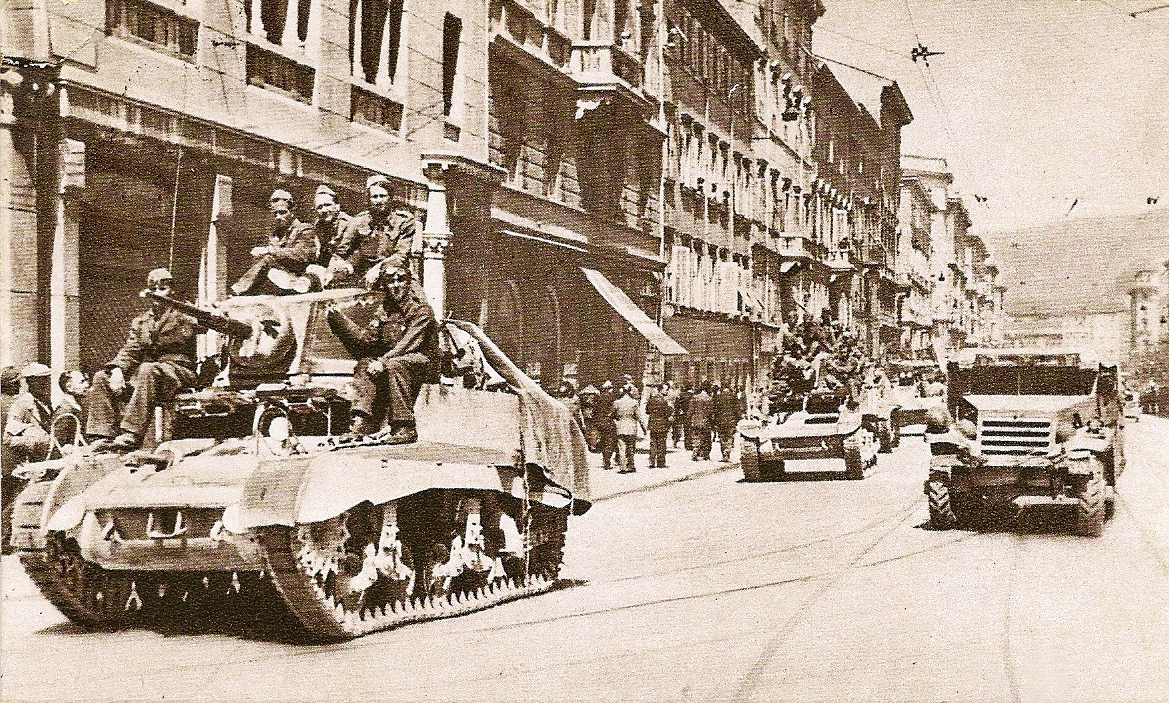
Chars de l'armée yougoslave en 1945 à Trieste.

Les nazis tiennent Trieste jusqu'au 1er mai 1945, date à laquelle, après d'intenses bombardements alliés, les partisans yougoslaves du général Dušan Kveder réussissent à occuper la ville, battant les Néo-Zélandais du général Bernard Freyberg qui, soutenus par les partisans de la division Osoppo, se sont inutilement engagés dans la course pour Trieste (corsa per Trieste). Kveder proclame l'annexion de Trieste et des territoires voisins à la Fédération yougoslave naissante comme sa septième république autonome, tandis que Tito, soutenu par les groupes partisans communistes Italiens qui y opèrent, peut prétendre avoir le contrôle de toute la Vénétie Julienne.
La situation qui se présente ne satisfait pas les Anglo-Américains ; le général Harold Alexander, sur la recommandation de Winston Churchill, réussit, après la signature de l'accord de Belgrade le 9 juin 1945, qui établit la ligne Morgan, la nouvelle ligne de démarcation le long du cours de l'Isonzo et à l'est/sud-est de Muggia, à obtenir le retrait de l'Armée populaire de libération de Yougoslavie le 12 juin et le passage de Trieste et Gorizia, ainsi que le 20 juin, de Pola, à un « gouvernement militaire allié », qui prend également le contrôle de Rovinj et Poreč.

## Du 12 juin 1945 au traité de Paris de 1947

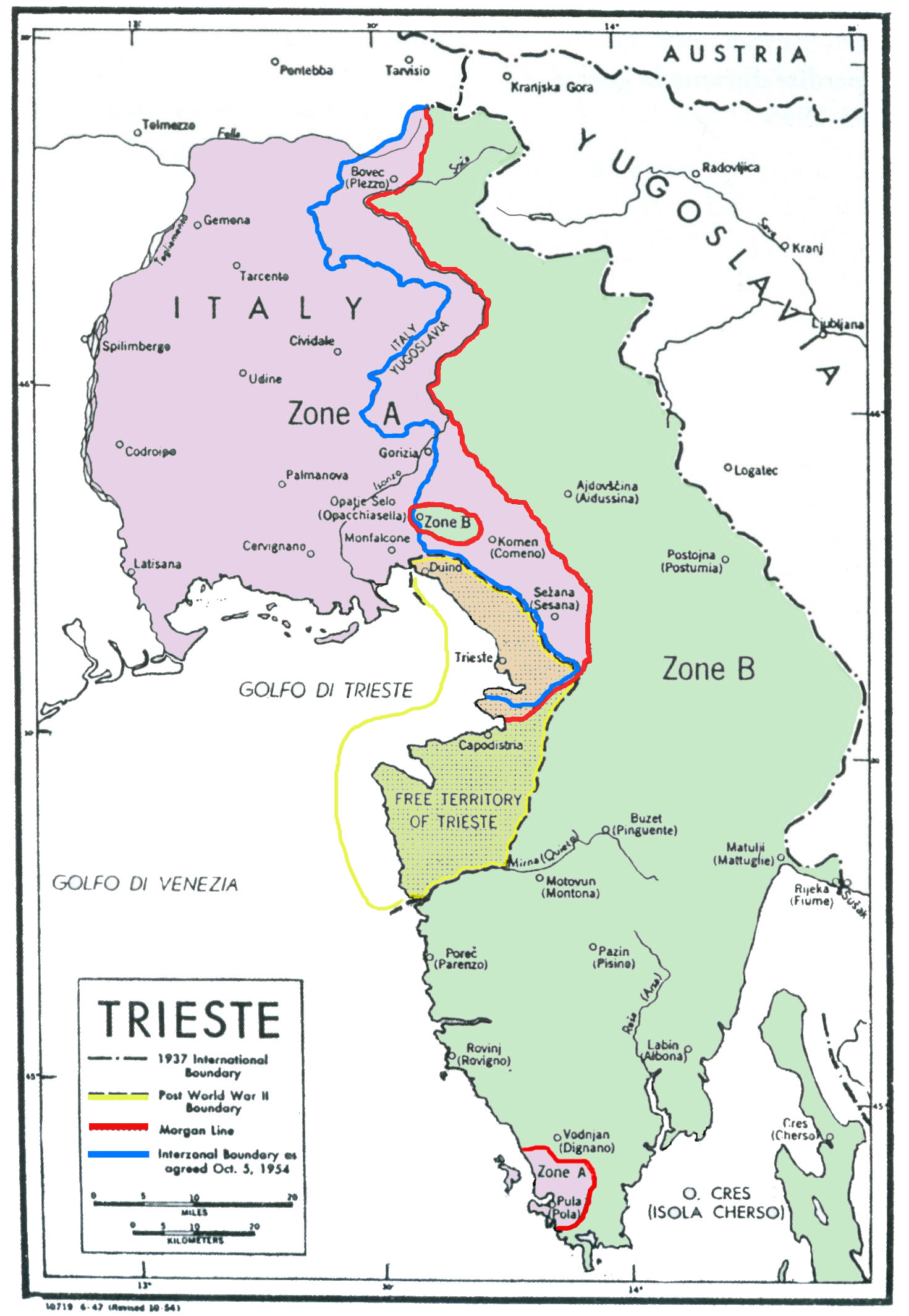
Zone A (violet), zone B (vert) et territoire libre de Trieste (jaune) de 1947 à 1954.

Trieste et l'Istrie sont alors divisées en deux zones (A et B) administrées militairement respectivement par les Alliés et les Yougoslaves : la première comprend la côte julienne de Monfalcone à Muggia plus l'exclave de Pula, la seconde le reste de l'Istrie. Le 2 juin 1946 a lieu le référendum institutionnel à la suite duquel les Italiens choisissent la République, mais la Vénétie Julienne (Provinces de Gorizia, Trieste, Pola, Fiume), bien qu'officiellement encore sous souveraineté italienne, ne participe pas à la consultation à la suite des pressions yougoslaves sur les gouvernements alliés. Pour calmer les esprits, le gouvernement militaire allié des territoires occupés (AMG en anglais) autorise le passage du Tour d'Italie, qui est la cible de protestations d'activistes pro-slovènes qui atteignent leur paroxysme à Pieris lors de la 12e étape.
De même, les citoyens de la Vénétie Julienne ne peuvent pas participer aux élections de la nouvelle assemblée constituante. Le 10 février 1947, le Traité de Paris entre l'Italie et les puissances alliées est signé, qui établit le territoire libre de Trieste, composé de la côte de Trieste et de la partie nord-ouest de l'Istrie, temporairement divisé par une frontière passant au sud de la ville de Muggia et administré par le gouvernement militaire allié (zone A) et l'armée yougoslave (zone B), en attendant la création des organes constitutionnels du nouvel état.
Dans la région la situation devient enflammée, les émeutes et protestations italiennes sont nombreuses : à l'occasion de la signature du traité de paix, l'institutrice Maria Pasquinelli tue le général anglais Robert de Winton, commandant des troupes britanniques à Pula. À l'entrée en vigueur du traité, le 15 septembre 1947, des rumeurs disent même que les troupes yougoslaves de la zone B occuperaient Trieste. Dans les années suivantes, la diplomatie italienne tente de rediscuter des accords de Paris pour clarifier le sort de Trieste, sans succès.
Entre-temps, les affrontements et les émeutes se poursuivent à Trieste :
- le 8 mars 1952, une bombe tue des manifestants lors d'une marche italienne ;
- en août-septembre 1953, le gouvernement italien envoie des troupes le long de la frontière avec la Yougoslavie ;
- en novembre 1953, lors du soi-disant « soulèvement de Trieste », d'autres victimes sont enregistrées (Pierino Addobbati, Erminio Bassa, Leonardo Manzi, Saverio Montano, Francesco Paglia et Antonio Zavadil), qui reçoivent plus tard la médaille d'or de la valeur militaire avec la motivation :

« ... Animé par une profonde passion et un esprit patriotique, il participait à une manifestation pour le regroupement de Trieste au Territoire national, perdant sa vie dans de violents affrontements de rue. Noble exemple de vertus civiques élues et d’amour-patriarche, poussés à l’extrême sacrifice. ... »

## Accord du 5 octobre 1954

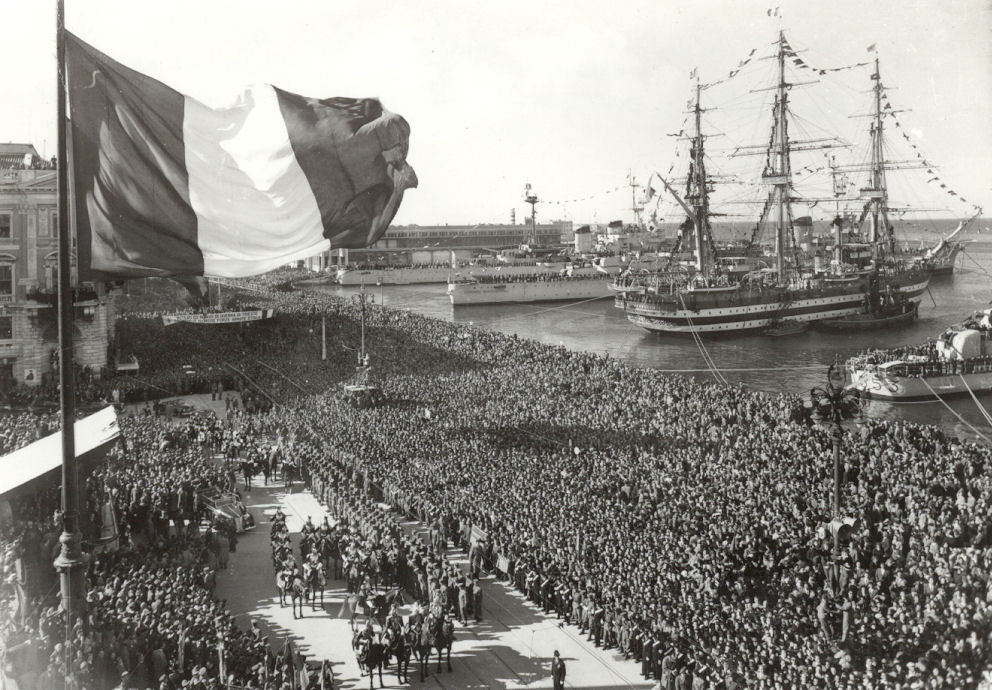
Visite du président Einaudi pour le retour de Trieste en Italie, le 4 novembre 1954.

La situation n'est tranchée que le 5 octobre 1954 lorsque, avec le protocole d'accord de Londres, les trois quarts de la zone A du territoire libre de Trieste passe à l'administration civile du gouvernement italien, tandis que l'administration d'un quart de la zone A (incluant Albaro Vescovà et quelques villages de la commune de Muggia) et la zone B passent au gouvernement de la République fédérative socialiste de Yougoslavie. Les accords prévoient également quelques aménagements territoriaux en faveur de la Yougoslavie dont le centre habité d'. Le 4 novembre 1954, le président de la République Luigi Einaudi se rend à Trieste. Au cours de son bref discours, il déclare:

« ... Vous Triestins, pour arriver au but, vous avez discuté clause par clause, mot pour mot, pendant de longs mois l’accord qui vient d’être signé. Vous avez défendu mètre par mètre ce territoire qui, dans votre conviction, devait rester uni à Trieste. Permettez-moi de vous féliciter d’avoir fait preuve de courage. En œuvrant ainsi, en silence, vous êtes méritants de la patrie italienne.... »

Le 9 novembre 1956, la médaille d'or de la valeur militaire est décernée à la ville.

## Traité d'Osimo
Il faut attendre le traité d'Osimo du 10 novembre 1975 pour un règlement définitif entre l'Italie et la Yougoslavie, et la fin des revendications territoriales. Le traité confirme la situation établie avec le protocole d'accord de Londres. Le traité est une étape bienvenue pour l'OTAN, qui considère la stabilité internationale de la Yougoslavie comme particulièrement importante.